# Adolf Hilgenfeld
Adolf Bernhard Christoph Hilgenfeld (2 juin 1823 – 12 janvier 1907) est un théologien protestant allemand.

## Biographie
Adolf Hilgenfeld naquit à Stappenbeck près de Salzwedel dans la province de Saxe.
Il fit ses études à l'Université Frédéric-Guillaume à Berlin et à l'Université de Halle, et, en 1890, devint professeur titulaire de théologie à l'Université d'Iéna. Il appartenait à l'École de Tübingen. Soucieux de marquer son indépendance par rapport à Ferdinand Christian Baur, il n'en suivait pas moins son maître sur tous les points importants ; sa méthode, la Literarkritik, qu'il opposait toujours à la Tendenzkritik de Baur, « est tout de même sur les points essentiels la même que celle de Baur » (Otto Pfleiderer).
Dans l'ensemble, pourtant, il a modifié les positions du fondateur de l'école de Tübingen, en allant simplement au-delà de lui dans ses recherches sur le Quatrième Évangile. En 1858 il devint le rédacteur en chef de la Zeitschrift für wissenschaftliche Theologie.

## Publications
- Die elementarischen Recognitionen and Homilien (1848)
- Die Evangelien and die Briefe des Johannes nach ihrem Lehrbegriff (1849)
- Das Markusevangelium (1850)
- Die Evangelien nach ihrer Entstehung and geschichtlichen Bedeutung (1854)
- Das Urchristentum und seine neuesten Bearbeitungen (1835)
- Die jüdische Apokalyptik in ihrer geschichtlichen Entwicklung (1857)
- Histor.-kritische Einleitung in das Neue Testament (1875)
- Novum Testamentum extra canonem receptum (4 parts, 1866; 2nd ed., 1876-1884)
- Die ketzergeschichte des urchristentums, urkundlich dargestellt (1884)
- Acta Apostolorum graece et latine secundum antiquissimos testes (1899)
- La première édition complète du Pasteur d'Hermas (1887)
- Ignatii et Polycarpi epistolae (1902)